# 熊本県道196号鹿本松尾線
熊本県道196号鹿本松尾線（くまもとけんどう196ごう かもとまつおせん）は、熊本県山鹿市を通る一般県道である。

## 概要
起点付近の一部区間を除いて、片側1車線が確保されている。

### 路線データ
- 起点：熊本県山鹿市鹿本町来民（大分県道・熊本県道9号日田鹿本線交点）
- 終点：熊本県山鹿市菊鹿町松尾（熊本県道18号菊池鹿北線交点）

## 地理

### 通過する自治体
- 山鹿市

### 交差する道路
| 交差する道路                    | 交差する場所 | 交差する場所 |
| ------------------------------- | ------------ | ------------ |
| 大分県道・熊本県道9号日田鹿本線 | 鹿本町来民   | 起点         |
| 熊本県道37号熊本菊鹿線          | 菊鹿町木野   |              |
| 熊本県道18号菊池鹿北線          | 菊鹿町松尾   | 終点         |

### 沿線
- 内田川（菊池川水系）